# 親権
親権（しんけん）とは、成年に達しない子の父母のもつその子に対する身分上および財産上の権利・義務の総称。未成年の子に対し親権を行う者を親権者という。
子どもに対する法律関係の概念は国によって異なり、法律上、「親からの配慮」へと変更することで「親の権力（elterliche Gewalt）の意味での親権概念が廃止された国（ドイツ（1979年）・イタリア（2013年）など）や親権概念が用いられていない国（中国など）もある。
1984年のヨーロッパ評議会閣僚委員会で採択された概念に「親責任」（parental responsibility）があり、イギリスやイタリアなどで採用されている。1996年の親責任及び子の保護措置に関する管轄権、準拠法、承認、執行及び協力に関する条約（1996年ハーグ条約）1条2項も「親責任」の概念を用いており「親権又はそれと類似の権利義務関係であって、子の身上又は財産に関する親、後見人他の法定代理人、の権利義務を決定するものをいう」と定義している。

## 概説

### 歴史
親権は歴史的には支配権的性質を有するものであったが、その後、子の保護という保護的性格の観点から捉えられるようになり、子の保護の観点から親権は権利であると同時に義務でもあると理解されるに至った（820条参照）。さらに子どもの権利条約が締結された現在、子どもは単なる保護の対象としてではなく人権の享有・行使の主体として捉えるべきとされる。他方、親権の概念には子の親に他者の介入を排除しつつ子育ての自律性を認めるという側面もある。

### 親権・監護権の見直し
世界的には親権や監護権の概念に関して子の保護という観点から見直しが進んでいる。
日本における親権にあたるものは、アメリカ合衆国ではcustody、イギリス、シンガポールではparental responsibility、ドイツではelterliche Sorgeなどと表現される。
ただ、英語のcustodyは広義の監護権のことであり、イギリスでは1989年児童法（1989年法）で廃止されているほか、アメリカ合衆国でもこの概念を廃止した州がある（2008年フロリダ州など）。parental responsibilityの制度は先述の「親責任」と呼ばれる制度で、イギリス法では1989年児童法（1989年法）で従来の監護権（custody）を親責任（parental responsibility）と改めるに至った。親責任の概念はアメリカ合衆国のフロリダ州などでも採用されている。
また、ドイツでは1979年7月18日の「親の監護の権利の新たな規制に関する法律」によって従来の親権の概念を廃止するとともに親の子に対する保護義務を強調し、親の権力（elterliche Gewalt）を親の配慮（elterliche Sorge）と改めるに至っている。
なお、日本では親権と後見とを子の保護における公的コントロールの強化という点から制度的に統一すべきとする見解もあり「親権後見統一論」と呼ばれる。

## 日本の国内私法（民法）における親権
日本の民法について以下では、条名のみ記載する。

### 親権に服する子
親権に服する子は成年に達しない子である（818条第1項）。
なお、戦前の民法によれば未成年に限らず「独立ノ生計ヲ立ツル成年者」以外の者は父の親権に服するものとされていたが（旧877条第1項の反対解釈）、現行法では親権に服する子は未成年者に限られる（818条第1項）。

### 親権者

#### 共同親権の原則
親権は父母の婚姻中は父母が共同して行う（共同親権の原則、818条第3項本文）。通常、子にとって父母双方と密接な関係を維持することが最善の利益につながるとみるもので、また、父母双方が対等に子の養育の責任を負うべきとの趣旨である。
明治民法では「子ハ其家ニ在ル父ノ親権ニ服ス」とされ（旧877条第1項）、「父カ知レサルトキ、死亡シタルトキ、家ヲ去リタルトキ又ハ親権ヲ行フコト能ハサルトキハ家ニ在ル母之ヲ行フ」とされており（旧877条第2項）、父を第一順位の親権者・母を第二順位の親権者としていた。
父母の意見が一致しない場合につき日本の民法は規定を置いていないが、ドイツ民法にはこのような場合に備えて父母の一方に決定権限を与える場合について定めた条文がある（ドイツ民法第162条）。日本では819条第5項の規定を類推適用して解決すべきとの見解がある。
- 実親子関係の場合

子の実父母が共同して親権を行使する（818条第3項本文）。ただし、後述のように一方が親権を行使できないときや両親が離婚したときには単独親権となる。
- 養親子関係の場合
  - 子が養子であるときは、養親の親権に服する（818条第2項）。したがって、実親の親権からは離脱する[15]。通常、養子は養親と共同生活しており、実親とは生活の本拠を異にするため、子の親権についても養親が責任を持って行うべきとされるためである[16]。普通養子縁組が成立した場合の親権の法的構成については、実親の親権は消滅するとみる説が多数説であるが、実親の親権は消滅せず行使することができない状態になるにすぎないとする説もあり学説は分かれる（なお、特別養子縁組の場合には実親子関係は切断されるので実親の親権は消滅する）[17]。なお、転縁組の場合には養子は第一の養親の親権を離脱して第二の養親の親権に服することになる[17]。
  - 現在の法制では養子縁組について夫婦による共同縁組を原則としており（795条本文）、親権についても原則として養父母による共同親権となる（818条第3項本文、昭24・2・12民事甲194号回答[17]。養親が養子の実親の配偶者である場合には実親と養親の夫婦での共同親権となる（実務。夫婦の一方が配偶者の親権に服する子と養子縁組した場合につき昭23・3・16民事甲149号回答、単独親権であった養親が実親と婚姻した場合につき昭25・9・22民事甲2573号通達）[18][16]。解釈上、婚姻により夫婦となった者の一方が他方の嫡出子と養子縁組した場合（養親となった場合）にも養親と実親との共同親権となる[19]。なお、特別養子縁組の場合には明文規定がある（817条の9但書）。
  - 養親との離縁の場合

養子と養父母の双方と離縁となった場合には実父母の親権が回復するのであり後見は開始しない[20]。811条2項から4項、818条第2項及び第3項は離縁の場合に実親の親権が回復することを前提としている[19]。なお、現行の民法では養親が夫婦である場合において未成年者の養子と離縁するには夫婦が共に離縁することを原則としている（811条の2を参照）。この場合に実父母が離婚している場合には818条第3項の規定によって親権者を定める[19]。特別養子縁組の場合には原則として離縁は許されないが（817条の10第2項・第1項）、離縁となった場合には実親の親権が復活する（817条の11）。
養父母の一方が死亡あるいは離婚により単独親権となった場合で、その後、養子が単独親権をもつ養親と離縁した場合には、後見が開始されるとする説（実務）と実親の親権が回復するとする説がある[21]。
養親と実親による共同親権の場合（配偶者の前婚の子が後婚の他方配偶者の養子となった場合など）に、養親子が離縁した場合には実親の単独親権となる（実務。昭26・6・22民事甲1231号回答）[19]。
  - 養親の離婚の場合

養親と実親による共同親権の場合（配偶者の前婚の子が後婚の他方配偶者の養子となった場合など）に、両親が離婚した場合には養親の単独親権となるとする説と通常の離婚と同様に親権者を定めることを要するとする説（多数説・実務。昭25・9・22民事甲2573号通達）とがある[21][19][22]。

#### 共同親権の例外
以下の場合には母または父の一方による単独親権となる。
- 一方が親権を行うことができないとき

父母の一方が親権を行うことができないときは、他の一方が親権を行う（818条第3項但書）。「親権を行うことができないとき」には法律上行使しえない場合（親権喪失の審判、親権者の辞任、親権者に成年後見の審判・保佐開始の審判があった場合など）と事実上行使できない場合（行方不明となっている場合、服役している場合、重病を患っている場合など）とがある。
父母の一方が亡くなった場合（失踪宣告を受けた場合を含む）には単独親権となり、双方ともに亡くなった場合には後見が開始する（838条第1項）。
養父母の場合（普通養子縁組の場合）も同様であり、養父母ともに亡くなった場合には838条第1項により実親の親権は復活せず後見が開始されるとする通説（後見開始説。判例として東京高決昭56・9・2家月34巻11号24頁）と、実親の親権が回復されるとみる有力説（実親親権復活説。判例として宇都宮家大田原支審昭57・5・21家月34・11・49）が対立し論点となっている。なお、特別養子縁組の場合には既に実親子関係は切断されているので常に未成年後見が開始し実親の下に親権が復活する余地はない。
- 離婚
  - 協議離婚の場合

協議によって親権者を定める（819条1項、親権者は父または母のどちらか1人、ただし監護者は親権者とは限らない）。協議が調わないときは、家庭裁判所は、父又は母の請求によって、協議に代わる審判（調停）をすることができる（819条5項）。
  - 裁判上の離婚

裁判所の決定によって親権者（単独親権）を定める（819条2項）。

なお、近時の外国での法制では離婚時における共同監護の立法例が増しているとされる。
- 子の出生前に離婚

親権は母が行う（819条3項本文）。ただし、父母の協議によって出生後に変更することができる（819条3項但書）。これらの協議は戸籍上の届出の後に効力を持つ（戸籍法8条）。
- 嫡出でない子（非嫡出子）

嫡出でない子（非嫡出子）は母の単独親権に服する（819条4項）。父によって胎児認知されている場合にも原則として母の単独親権となる。ただし、父が認知した子の場合には父母の協議によって父を親権者と定めることができる（819条4項）。いずれの場合も母または父の単独親権であり共同親権とはならない。
単独親権者が亡くなった場合について、従来の通説は後見が開始する（838条第1項）とみるが、一方の者に当然に親権が生じるとみる反対説もあり、判例にも一方の者が適任とみられるときは親権者変更の審判を請求しうるとしたものがある。

#### 親権能力
親権者は財産管理権を行使する関係上、一定の行為能力を有する者でなければならない。
- 未成年者

未成年者の自らの子に対する親権は、その未成年者の親権者が代行する（833条）。
- 成年被後見人

成年被後見人の親権能力は否定される。
- 被保佐人

被保佐人の親権能力については見解が分かれるが否定説が多数説となっている。
- 被補助人

被補助人は一定水準以上の判断能力を有することから親権能力を失わない（多数説）。
単独親権者が親権能力を欠く状況がある場合の実務として、必ずしも親権者の後見または保佐開始の審判がなくとも、障害の程度が明白な場合には、行方不明のため親権を行うことができないときと同じく、家庭裁判所の職権調査による自由な認定により未成年後見を開始できると判示されている。

#### 親権者の変更（親権者変更調停）
親権保有者の事情・虐待や育児放棄の発覚による不適格認定などの理由で子の利益のため必要があると認めるときは、家庭裁判所は、子の親族の請求によって、親権者を他の一方に変更することができる（819条6項）。
離婚後の親権者の変更は、親権を得ようとする者が家庭裁判所に親権者変更調停を申立て、調停による新たな親権者が戸籍に記載されることにより効力が発生する（調停の制度的前置）。調停が不成立の場合、審判手続が開始され裁判所が判断し親権者を決める。

#### 父母以外の者による親権行使
法律上、例外的に子の父母でない者が親権者となる場合がある。
- 親権を行う者はその親権に服する子に代わって親権を行う（833条）。つまり、先述のように未成年者の自らの子に対する親権は、その未成年者の親権者が代行する。
- 児童福祉施設の長は、入所中の児童で親権者のない者に対し、親権者又は未成年後見人があるに至るまでの間、親権を行う（児童福祉法第47条1項本文）。ただし、797条による縁組の承諾をするには都道府県知事の許可を得なければならない（児童福祉法第47条1項但書）。

#### 親権者をめぐる問題
親権については共同親権が原則であるが、離婚などの事由が発生した場合、例外として単独親権となる場合もある。
子供と住みたいがため、いわば、名を捨てて「親権」（この場合、法定代理権）を相手に与え、子供と一緒に暮らす「監護権」という実を取るような調停方法も、良く行われる。複雑な日本の状況とは異なり、欧米では基本的に女性保護の観点からも、慎重に親権について、また養育費についての分割検討がなされる。離婚時の子の年齢も考慮の大きな判断の一つであり、母子関係の保護に関しては各国努力をしている。
- 統計：親権を行う子の数別にみた離婚

また、事実婚の夫婦においても、単独親権になることから、そのような場合に共同親権、あるいは選択的夫婦別姓制度の導入が必要との意見がある。

### 親権の内容
親権は、身上監護権と財産管理権から構成されている。

#### 監護教育権
親権者は、子の監護及び教育をする権利を有し義務を負う（820条）。本条は監護教育権の基本的内容を定めた包括的規定で、平成23年民法改正（平成23年6月3日法律第61号）により「子の利益のために」の文言が追加された。親権のうち子の身上に関する権利であり、「監護（監護権）」は主として肉体的成長、「教育（教育権）」は主として精神的発達を図るものであるが、ともに不可分の関係にあるとされる。
子の監護教育の内容・程度は親権者が自由に決定しうるが、社会政策などの観点から一定の制限を受ける（教育基本法第4条、学校教育法22条・39条）。
子どもの医療に対する親権者等の同意権（医療同意権）も、身上監護権の一部だとされる。
- 居所指定権（821条）

子は、親権者が指定した場所に、その居所を定めなければならない。これを認めなければ監護権の行使が事実上不可能となるためである。親権者は自由に子の居所を指定しうるが、子の心身の発育に悪影響を及ぼす指定は居所指定権の濫用となる。子が親権者の指定した場所におらず、第三者の下にあるときは民事訴訟により子の引き渡し請求が可能である。ただし、子の自由意思により実母や祖父母の下にとどまっているときは、親権への妨害はないため、妨害を理由とする妨害排除請求はできないこととなり親権者は自ら子を説得する方法しかない（多数説は間接強制を認めない）。なお、児童虐待等の事実があり、子が児童福祉施設や里親の下で生活している場合には居所指定は認められない。なお、人身保護法も参照。
- 職業許可権（823条）

ここでいう「職業」は営業のほか他人に雇用される場合も含む。なお、未成年者の営業については6条に規定があり、営業を許された未成年者はその営業に関しては、成年者と同一の行為能力を有することになる（第6条1項）。また、親権者は営業許可を取消したり制限したりもできる（第6条2項）。なお、この規定は児童労働を許可する権限を親権者に与えることができる規定であるが、どんなに低年齢な未成年者であっても親権者は許可することができる。
- 子の代理権

一定の身分行為につき親権者に法定代理人として代理権が認められている場合がある（認知の訴えにつき787条、十五歳未満の者を養子とする縁組の承諾につき797条）。本来は自己決定に関する事項であるが、子の利益のため必要がある場合として代理権が認められている。
- 懲戒権（削除。旧822条）

以前は、親権者は、必要な範囲で自ら子を懲戒できるとされていた（旧822条1項）。この規定に基づき、一定の範囲内において、親の子に対する体罰が適法となる余地があるなどの問題があった。ただし、旧法下でも、社会通念を超える懲戒は親権濫用となり、傷害罪（刑法204条）や暴行罪（刑法208条）等の刑事責任の問題となり得た。なお、平成23年民法改正前の規定では家庭裁判所の許可により入れられる「懲戒場」の規定があったが、これに相当する施設は設けられず、平成23年民法改正（平成23年6月3日法律第61号）により懲戒場に関する文言は削られた。令和4年民法改正により、懲戒権の削除ならびに体罰などの禁止が定められた（821条）。

#### 財産管理権
親権のうち子の財産に関する権利である。親権を行う者は、子の財産を管理し、かつ、その財産に関する法律行為についてその子を代表する（824条本文）。ただし、その子の行為を目的とする債務を生ずべき場合には、本人の同意を得なければならない（824条但書）。824条本文にいう「代表」とは実質的には代理を意味する。

##### 共同代理の特則
共同親権の場合には共同代理となり、本来ならば一方の同意のない代理や同意は追認のない限り効力をもたないはずだが、それでは第三者が不測の損害を被ることになりかねない。そのため、第三者保護の観点から民法は「父母が共同して親権を行う場合において、父母の一方が、共同の名義で、子に代わって法律行為をし又は子がこれをすることに同意したときは、その行為は、他の一方の意思に反したときであっても、そのためにその効力を妨げられない」と定める（825条本文）。ただし、相手方が悪意であったときは保護の必要はないため本文の適用はない（825条但書）。

##### 利益相反行為
親権者とその子との間、あるいは同一の親権者の下での一人の子と他の子との間で利益相反行為となる場合、親権者の財産管理権は認められず、親権者は特別代理人の選任を家庭裁判所に請求しなければならない（826条第1項・第2項）。
利益相反行為にあたるか否かは、行為の動機・目的を問わず、外形から形式的に判断すべきとされる（外観説・形式的判断説。判例として最判昭42・4・18民集21巻3号671頁）。
親権者の一方とのみ利益相反行為となる場合については、他方親権者の単独行使を認める他方親権者単独説、特別代理人による単独行使を認める特別代理人単独説もあるが、通説・判例は親権者の一方と特別代理人が共同して親権を行使すべきとして共同代理説をとる（最判昭35・2・25民集14巻2号279頁）。
本条に違反して特別代理人の選任によらずになされた行為は無権代理行為であり、子が成年に達した後に追認しない限り本人に効力は及ばない（通説・判例。判例として最判昭46・4・20家月24巻2号106頁）。

##### 財産管理における注意義務
親権者は、自己のためにするのと同一の注意をもって、その管理権を行わなければならない（827条）。未成年後見人の場合に比べて注意義務は軽減されている（869条・644条）。

##### 財産の管理の計算
子が成年に達したときは、親権者は遅滞なくその管理の計算をしなければならない（828条）。計算ののち、その子の養育及び財産の管理の費用は、その子の財産の収益と相殺したものとみなされる（828条但書）。したがって、子の有する不動産賃料を子の財産管理・養育費に充てて相殺することができる。ただし、この規定は無償で子に財産を与える第三者が反対の意思を表示したときは、その財産については適用されない（829条）。
828条の計算の結果、収益が費用を上回った場合について、従来は828条但書により親権者に収益権を認める説が多かったが批判があり、近時は子に返還すべきであるとする説が有力となっている。

### 親権の濫用
親権は子のための制度であり、子にとって有害で不適当な親権の行使がなされる場合には親権を奪うことが必要となる。ただ、親権の喪失は重い処分とされ躊躇されてきたため、親権の停止という制度を新設する改正案が2011年の通常国会に提出され成立した。
なお、これらの審判は扶養義務や相続権などに影響しない。

#### 親権喪失の審判
父又は母による虐待又は悪意の遺棄があるときその他父又は母による親権の行使が著しく困難又は不適当であることにより子の利益を著しく害するときは、家庭裁判所は、子の親族又は検察官の請求により、その父又は母について、親権喪失の審判をすることができる（834条）。親権者がいなくなったときは後見が開始される（838条、839条）。平成23年民法改正（平成23年6月3日法律第61号）により、請求権者に子本人、未成年後見人、未成年後見監督人が追加され、また、下の親権停止の審判を新設したことから「二年以内にその原因が消滅する見込みがあるときは、この限りでない」との文言が追加された。

#### 親権停止の審判
親権停止の審判は平成23年民法改正（平成23年6月3日法律第61号）により新設された制度である（平成24年4月施行予定）。父又は母による親権の行使が困難又は不適当であることにより子の利益を害するときは、家庭裁判所は、子、その親族、未成年後見人、未成年後見監督人又は検察官の請求により、その父又は母について、親権停止の審判をすることができる（834条の2第1項）。親権停止の期間は2年を超えない範囲内で一切の事情を考慮して家庭裁判所が定める（834条の2第2項）。親権者がいなくなったときは後見が開始される（838条、839条）。

#### 管理権喪失の審判
父又は母による管理権の行使が困難又は不適当であることにより子の利益を害するときは、家庭裁判所は、子、その親族、未成年後見人、未成年後見監督人又は検察官の請求により、その父又は母について、管理権喪失の審判をすることができる（835条）。

#### 審判前の保全処分
家庭裁判所は、親権喪失、親権停止又は管理権喪失の申立てがあった場合、子の利益のため必要があると認めるときは、親権喪失、親権停止又は管理権喪失の申立てについての審判が効力を生ずるまでの間、親権者の職務の執行を停止し、又はその職務代行者を選任することができる（家事事件手続法第174条第1項）。親権停止制度が確立される以前は、審判前の保全処分を弾力的に運用することで子どもの利益が図られていた。

### 親権者の辞任
親権を行う父又は母は、やむを得ない事由があるときは、家庭裁判所の許可を得て、親権又は管理権を辞することができる（837条第1項）。「やむを得ない事由」には重病、長期不在、服役、健康、知識や能力の問題などが挙げられる。親権者がいなくなったときは後見が開始される（838条、839条）。辞任の事由が消滅したときは、父又は母は、家庭裁判所の許可を得て、親権又は管理権を回復することができる（837条第2項）。

### 旧民法の親権
親権は戸主権とはまったく異なる別のものであるが、旧民法はこの点において戸主権（家族制度）と親権（個人制度）とが過渡期的に混在するものとされた。
親権の直接の抛棄は許されない。ただし親権者である母が財産の管理を辞することはできる。また他の行為の間接的な効果として親権を抛棄したのと同じ結果を生じることはある。
親権者は、子と家を同じくする父であり、父が知れないとき、死亡したとき、家を去ったときまたは親権を行うことができないときは家にある母である（旧民法877条）。
親権を行うことができないときとは親権喪失の宣告を受けた場合、禁治産者であるとき（この場合は判例で認めるが、疑いもあるとされた）である。
おなじひとつの家のなかで、養父母は実父母の先立ち、実父母は継父母、嫡母に先立つ。
親権を行う者が無い場合には後見人が置かれる。
継父母、嫡母は後見人と同様の制限監督を受ける（878条）。
親権に服するのは未成年の子および独立の生計を立てていない成年の子である（877条1項）。
独立の生計を立てていない成年の子はただ懲戒権のみに服するだけである。
親権の内容は、
- 子の身上に関する権利義務
  - 未成年の子の監護教育の権利義務 - たとえば、監護教育の方法を実施するために他人に対して子の引き渡しを請求することができる。（これは監護教育の費用の負担の義務とは別のものである。）
  - 居所指定権 - 戸主の居所指定権と親権者の居所指定権が衝突するときは、親権者の居所指定権が優先する。夫婦のいずれもが未成年でありその親権者がある場合は親権者が夫婦の同居関係を害するような居所指定はできない。
  - 未成年の子の兵役出願を許可する権利（旧民法881条）
  - 未成年の子が営業をなすことを許可する権利 - ひとたび許可を与えた後であってもこれを取り消し、制限をすることができる（6条、883条）
  - 必要な範囲で自ら子を懲戒し、または裁判所の許可を得てこれを懲戒場に入れる権利（882条、非訟事件手続法92条）
- 子の財産に関する権利義務
  - 未成年の子の財産を管理し収用する権利 - 親権者は自己のためにするのと同一の注意をもって（889条）管理しなければならない。子が成年に達したときは父または母は遅滞なくその管理の計算をしなければならない（890条）。この場合、その子の教育および財産の管理の費用はその子の財産の収益と相殺したものとみなす（890条）。親権者または財産管理者の財産管理の終了の場合は妻の財産管理の場合と同様に委任終了の規定が準用される（893条）。財産の管理について生じた債権は管理権消滅のときから5年間行なわないとき時効によって消滅する（894条）。
  - 財産の関する法律行為について未成年者を代理する権利 - 財産上の行為であってもその子の行為を目的とする債務を生ずべき場合は本人の同意を要する（884条）。未成年者の財産上の行為は親権者が代わってなし得るのであり、未成年者に意思能力があり自らその行為をする場合は親権者の同意がなければ完全な効力は生じない。親権者が母である場合は親族会の同意を得ることを要する（886条）。親権を行う父または母とその未成年の子とで利益が相反する行為については父または母はその子のために特別代理人を選任することを親族会に請求することを要し、父または母が数人の子に対して親権を行う場合その1人と他の子の利益が相反する行為についてはその一方のため特別代理人の選任を要する（888条）。
- 戸主権および親権の代行権 - 戸主が未成年であり、または未成年者に子がある場合はその親権者がこれに代わって戸主権または親権を行う（895条）

親権が消滅するのは、
親権者または子が死亡したとき、
親権者と子とが家を同じくしないようになったとき、
成年の子が独立の生計を立てるようになったとき、
独立の生計を立てる未成年の子が成年に達したとき、
親権者が親権を行うことができないようになったときである。
親権の喪失には一部喪失（897条）と全部喪失（896条。人事訴訟手続法31条。旧戸籍法107条）とがある。
親権者の親権は親権喪失の宣告によって消滅する。
父または母が親権を濫用しまたは著しく不行跡な場合には、裁判所は子の親族または検事の請求によって親権喪失の宣告をおこなうことができる。
この宣告によって親権者は親権を喪失する。
親権喪失の宣告は、継父母が継子を虐待する、あるいは親権者である母が子の教育監護に不適当と認められるていどに素行が修まらないような場合になされることが多かった。
母が亡父の遺子を教育する必要から他の男性の妾となったことが著しい不行跡として親権喪失の原因となるか否かが問題となったことがある。
この問題について大審院は具体的な事実によって判断するほかないと解釈した。

## 国際私法における親権
親子間の法律関係は、子の本国法が父又は母の本国法と同一である場合には子の本国法により、その他の場合には子の常居所地法によるとされる（法の適用に関する通則法第32条）。なお、国際結婚においては、正規の方法で親権を取らず、子供を連れ去る片親の存在が問題となっている 。

## 世界各国の親権制度

### フランス
フランス民法では、親権について父母による共同行使を原則とし、一方が意思表示不能な場合、親権の授権がなされた場合、死亡の場合などにつき単独行使になるとする（フランス民法372条・373条・373条の1）。

### スイス
スイスでは民法に子の帰属に関する規定を置いておらず、親権の妥当性は裁判官の裁量に委ねられるものとされている（4条）。裁判官は後見官庁の意見を聴取した上で子の利益を最優先に必要措置をとるべきものとされている（156条1項）。